# Гордіан Марк Пилипович
Марк Пили́пович Го́рдіан (рос. Марк Филиппович Гордиан; нар. 28 грудня 1900 — пом. 13 квітня 1961) — радянський шаховий композитор і шахіст. Відомий, зокрема задачами в області «казкових» шахів. Батько шахового композитора Юрія Гордіана.

## Творчість
Жив в Одесі. Був непоганим практичним гравцем, мав I категорію, що за мірками 1920-30 років було значним досягненням. Поділив з Олексієм Селезньовим 3-4 місця на чемпіонаті УРСР із шахів 1928 року. Не міг багато часу приділяти практичним шахам, бо обіймав серйозну посаду — керівник одеського відділу Держбанку СРСР. Знав іноземні мови, супроводжував екс-чемпіона світу кубинця Хосе Рауля Капабланку під час його перебування в Одесі 1936 року.
Складав задачі з 1919 року. Був членом редколегії журналу «Задачи и этюды». Працював переважно в області «казкових» шахів. Вигадав нову розширену шахівницю з казковими фігурами. На першому конкурсі ФІДЕ (1957—1958) здобув перший приз і золоту медаль у розділі задач на «казкові» теми.

## Результати виступів у чемпіонатах України
Марк Гордіан зіграв у двох фінальних турнірах чемпіонатів України, набравши загалом 14 очок із 26 можливих (+7-5=14).
| Рік  | Місто | Турнір                | + | − | = | Результат | Місце  |
| ---- | ----- | --------------------- | - | - | - | --------- | ------ |
| 1926 | Одеса | 3-й чемпіонат України | 2 | 4 | 5 | 4½ з 11   | 9 — 10 |
| 1928 | Одеса | 5-й чемпіонат України | 5 | 1 | 9 | 9½ з 15   | Bronze |